# Ineke Ran
Pour les articles homonymes, voir Ran.
Ineke Ran, née le 20 avril 1962 à Badhoevedorp, est une nageuse hollandaise spécialiste des épreuves en crawl et papillon.

## Biographie
Ineke Ran représente la Hollande aux Jeux olympiques d'été de 1976 à Montréal. Elle est éliminée lors des éliminatoires du 100 m et du 200 m nage libre et du 100 m papillon. À ces mêmes jeux, elle nage pour l'équipe de relais néerlandaise qui termine à la cinquième place du 4 × 100 m quatre nages et elle termine 4e du relais 4 × 100 m nage libre avec Enith Brigitha, Linda Faber et Annelies Maas.
Elle remporte deux médailles aux Championnats d'Europe de natation de 1977, le bronze au 100 m papillon et l'argent au relais 4 × 100 m nage libre.